# Voie pulmonaire
La voie pulmonaire est la voie d'administration de médicaments par laquelle le principe actif est administré dans l’appareil respiratoire. L’introduction se fait par le nez ou par la bouche. Le principe actif est absorbé par les tissus bronchiques.
L’action des médicaments pris par voie pulmonaire peut être locale ou générale (systémique).

## Formes galéniques
Les formes galéniques utilisées par voie pulmonaire peuvent être des liquides (solution ou suspension) ou des solides (poudre).

## Mode d’administration
Deux modes d'administration sont possibles :
- inhalation : pénétration dans les voies respiratoires du gaz ou de la vapeur d'eau chargés de principes actifs volatils : utilisation d'un inhalateur ;
- instillation : administration dans le nez d'un médicament liquide, à l'aide d'un compte-gouttes ou d'un atomiseur.

## Avantages et inconvénients
L’administration des médicaments par voie pulmonaire a les avantages et les inconvénients suivants , :
- avantages :
  - accès rapide ;
  - limitation des effets indésirables en raison des faibles quantités de médicament administrées par cette voie ;
- inconvénients :
  - emploi difficile ;
  - imprécision du dosage ;
  - goût désagréable de certains médicaments qui peut dans certains cas provoquer des nausées ;
  - irritation des bronches et de la trachée qu'entraîne parfois l'administration fréquente d'un médicament par cette voie ;
  - risque d'infections bactériennes en cas de manque d'hygiène (appareils insuffisamment nettoyés).